# Play Dead (группа)
Play Dead (произносится [pleɪ ded]) — британский музыкальный коллектив, сформированный в конце 1980 года в Банбери и просуществовавший до начала 1986 года.
Этот самобытный коллектив, начинавший творческий путь с пост-панка и раннего готик-рока, на протяжении своей недолгой музыкальной деятельности экспериментировал со звуком и аранжировками, используя элементы фанка, электронной музыки, хеви-метала и даже альтернативы, что позволило ему создать собственное уникальное звучание.

## Истоки
Группа обязана своим возникновением английской пост-панк-эре и зарождающейся готик-рок-сцене 80-х. Ранний Play Dead — нетипичный образец исполнителя первой волны готик-рока с явным влиянием пост-панка, т. н. «готического пост-панка», хотя и не был главной движущей силой данного направления. Сами участники коллектива, как и часть групп того времени (The Cure, The Sisters of Mercy и др.), не отождествляли себя с представителями готического движения.
Они никогда не пользовались влиянием или относительной массовой привлекательностью The Sisters of Mercy, Siouxsie and the Banshees или Bauhaus. Тем не менее, по мнению британского журналиста и музыкального критика Мика Мерсера: 

«они были важны на раннем этапе, потому что их толпа была одной из первых, кто пошёл на большинство концертов, так как весь этот гастрольный дух начался, когда люди начали следовать за одной группой за счёт всех остальных».
Оригинальный текст (англ.)«they were important early on, because their crowd were one of the first to go to most gigs, as that whole touring ethos kicked in, where people started following one band at the expense of all others».

## История группы
Группа впервые образовалась в Банбери (графство Оксфордшир, Англия) в ноябре 1980 года из первоначальных членов коллектива: вокалиста Роба Хиксона, гитариста Барри Торнбэлла (aka «Re Vox»), бас-гитариста Пита Уоддлтона и барабанщика Марка Смита (aka «Wiff»). Таким составом в декабре 1980-го и апреле 1981 года были записаны песни для первого 7-дюймового сингла «Poison Takes a Hold», выпущенного лейблом Fresh Records (филиал инди-лейбла 4AD Records) в июне.
После записи композиции «Final Epitaph» для второго сингла, в апреле 1981 года Барри Торнбэлл покинул группу, и в июле его место занял гитарист из Оксфорда Стив Грин, который исполнил композицию «T.V. Eye», ставшей первой официальной записью новоприбывшего участника.
Практически весь май 1981 года группа гастролирует, выступая на разогреве у панк-группы UK Decay.
Трек «T.V. Eye» (вместе с ранее упомянутым «Final Epitaph») был выпущен, как единый 7-дюймовый сингл в октябре 1981 года. Вскоре после этого группа отказалась от услуг Fresh Records.
На релизы «Poison Takes a Hold» (7″) и «T.V. Eye» (7″) обратил внимание британский радиоведущий и диск-жокей Джон Пил, для которого Play Dead записали свою первую радиосессию (Peel Session) в январе 1982 года.
Дальнейший 1982 год оказался не очень удачным для коллектива. Помимо нескольких концертных выступлений и записи кое-какого музыкального материала, вдобавок, что удалось сделать — это подписаться на ряд независимых лейблов, которые сразу же после этого разваливались. К концу декабря многим даже показалось, что группа распалась. К счастью, хорошие новости пришли в начале 1983-го. Коллектив, подписавший к этому времени контракт с Jungle Records, только лишь в январе выпустил 7-дюймовый сингл «Propaganda», а в апреле — дебютный альбом The First Flower. Оба релиза впервые привлекли внимание различных печатных СМИ и музыкальных журналистов, получив хорошие отзывы. Так, сингл «Propaganda» удостоился звания «сингл недели» изданиями Sounds и Melody Maker, а The First Flower попал в независимые чарты и достиг седьмого места по версии издания Melody Maker.
В мае Play Dead гастролирует с Sex Gang Children. После этого тура, в июне состоялась вторая сессия Peel Session. В июле последовали концерты с Killing Joke, а также совместное появление на сцене Queens Hall (Лидс, Англия) в заключительный день пятого фестиваля Futurama, проходившего с 17-го по 18 сентября.
К концу года последовала очередная смена лейбла на Situation 2 Records (дочерняя компания лейбла Beggars Banquet Records). На нём вышел 12-дюймовый сингл «Shine». В октябре состоялся одноимённый тур по городам Уэльса и Англии в поддержку релиза.
В начале 1984 года состоялась январская запись третьей сессии Peel Session. К весне, после длительного тура по Европе, группа поменяла лейбл на Clay Records. Записала сингл «Break» в двух вариантах и альбом From The Promised Land, выпустив 1000 экземпляров данного LP. Его звучание было очень эклектичным и, в целом, согласно некоторым мнениям, более зрелым. Впрочем, музыкантам не понравилось сведение материала. Поэтому, новоявленный релиз пришлось перезаписывать. Новая версия издания содержала наклейку «REMIX». В июне состоялся концертный тур под названием From The Promised Land.
В целом текущий год оказался весьма плодотворным для группы. Помимо упомянутых релизов, были изданы синглы (в двух вариантах: 7″ и 12″): «Isabel», «Propaganda 1984 Mix» (его 7-дюймовая версия носила название «Sin of Sins & Propaganda» (FünfUndVierzig Records)) и «Conspiracy», а также записан «Sacrosanct», но издан только в начале следующего года.
14 декабря 1984 года Play Dead выступают на национальном телевизионном музыкальном шоу The Tube.
В начале 1985 года коллектив отправляется в концертный тур Sacrosanct.
К середине 1985 года Play Dead организовали свой собственный независимый лейбл Tanz Records, устав от халатного отношения к музыке группы со стороны прочих звукозаписывающих компаний. Летом этого года началась работа над новым музыкальным материалом. Вскоре были записаны сингл «This Side of Heaven» и альбом Company of Justice при поддержке известного немецкого продюсера и звукоинженера Кони Планка, который ранее отказался заниматься релизом коллектива U2 — The Unforgettable Fire ради будущей работы с Play Dead. Возможно, поэтому Company of Justice получил культовый статус. К сожалению, он стал последней полноформатной студийной работой группы. Кстати, до выпуска этого альбома в дискографии группы появился релиз Into The Fire с записью оксфордского выступления от 23 февраля 1985 года в двух версиях: в виде «живого» аудиоальбома и VHS. С мая по июнь состоялся тур, под названием Into The Fire.
Однако после гастролей по Европе, а затем Великобритании, в период с августа по декабрь 1985 года, группа объявила, что приняла решение разделиться в начале следующего года. Окончательной студийной работой группы стал сингл «Burning Down», записанный в декабре и впоследствии выпущенный после распада коллектива.
Со временем пресса перестала писать о Play Dead и, если бы не культовые альбомы группы, её бы ждало полное забвение.

## О переизданиях на CD
Наконец, в 1992—1993 годах три студийных альбома группы Play Dead были переизданы с расширенным трек-листом.
- Так, релиз Resurrection, который является переизданием второй версии полноформатника From The Promised Land (remix) с изменённым порядком песен и без трека «Weeping Blood», но с треком «Sin of Sins» (live), получил девять дополнительных композиций за счёт синглов, изданных лейблом Clay Records («Break» (12″), «Isabel» (7″ и 12″, треки стороны B), «Conspiracy» (7″, только трек «Conspiracy»), «Sacrosanct» (12″, без трека «Sacrosanct» (Heretic mix)). В 2007 году альбому было возвращено оригинальное название From The Promised Land и порядок песен (с треком «Weeping Blood»), исключён трек «Sin of Sins» (live), добавлено девять бонусных композиций, присутствовавших на релизе Resurrection;
- Альбом The First Flower увеличился на десять композиций за счёт виниловых синглов: «Shine» (12″), «Propaganda», «Propaganda 1984 Mix», «Poison Takes a Hold» и «T.V. Eye»;
- Альбом Company of Justice получил всего две композиции: «Last Degree» и «Burning Down» (Long version), название которой в оригинале выглядело, как «Burning Down» (Mezcal mix).

## Сторонние проекты

### Mankind's Audio Development
В 1984 году Роб и Пит параллельно деятельности в Play Dead занялись сайд-проектом Mankind's Audio Development вместе с Мишель Эбелинг (бэк-вокал) из группы Look Back In Anger и Ником Ван дер Гринтеном (клавишные). И хотя музыканты планировали выпустить несколько синглов, удалось записать и издать на лейбле Criminal Damage Records лишь один 12-дюймовый сингл с песнями «Sunfeast» и «Craving».

### The Beastmaster Generals
В 1986 году Пит Уоддлтон ушёл из группы, а оставшиеся музыканты весной того же года образовали проект The Beastmaster Generals. Его состав выглядел так: Роб Хиксон (вокал), Стив Грин (гитара), Марк Смит (барабаны), Боб Бримсон (бас-гитара) и Джулиан Сильвестр (клавишные). Группа написала несколько песен и записала несколько демо, но официально ничего не издала. Музыкальный коллектив быстро распался из-за отсутствия интереса со стороны самих участников группы.

## Состав в разные годы
- Роб Хиксон — лидер-вокал (1980—1986)
- Пит Уоддлтон — бас-гитара (1980—1986)
- Марк Смит — барабаны (1980—1986)
- Барри Торнбэлл — гитара (1980—1981)
- Стив Грин — гитара (1981—1986)

## Дискография

### Синглы иEP
- июнь 1981 — «Poison Takes a Hold» (7″ Vinyl, Fresh Records)
- октябрь 1981 — «T.V. Eye» (7″ Vinyl, Fresh Records)
- январь 1983 — «Propaganda» (7″ Vinyl, Jungle Records)
- сентябрь 1983 — «Shine» (7″и 12″ Vinyl, Situation 2 Records)
- апрель 1984 — «Break» (7″ и 12″ Vinyl, Clay Records)
- июль 1984 — «Isabel» (7″ и 12″ Vinyl, Clay Records)
- октябрь 1984 — «Propaganda 1984 Mix» (12″ Vinyl, Jungle Records)
- октябрь 1984 — «Conspiracy» (7″ и 12″ Vinyl, Clay Records)
- февраль 1985 — «Sacrosanct» (7″ и 12″ Vinyl, Clay Records)
- сентябрь 1985 — «This Side of Heaven» (12″ Vinyl, Tanz Records)
- февраль 1986 — «Burning Down» (12″ Vinyl, Tanz Records)

### Радиосессии (Live in Radio)
«Живые» записи песен, исполненные Play Dead для радиопрограммы Джона Пила.
- 13 января 1982 — «Peel Session 1» (Эфир 28 января 1982 года на BBC Radio 1)
- 15 июня 1983 — «Peel Session 2» (Эфир 23 июня 1983 года на BBC Radio 1)
- 11 января 1984 — «Peel Session 3» (Эфир 18 января 1984 года на BBC Radio 1)

### Студийные альбомы
- апрель 1983 — «The First Flower» (Vinyl, LP, MC, Jungle Records)
- май 1984 — «From The Promised Land» (Vinyl, LP & LP remix, Clay Records)
- октябрь 1985 — «Company of Justice» (Vinyl, LP, Tanz Records)

### Концертные альбомы
- май 1985 — «Into The Fire» (Live) (Vinyl, LP, Clay Records)
- июнь 1985 — «Into The Fire» (Live) (VHS (PAL), Clay Records)
- 1986 — «Caught From Behind» (Live) (Vinyl, LP, Dojo Records)
- 1987 — «The Final Epitaph» (Live) (Vinyl, LP, Jungle Records)

### Компиляции и переиздания
- 1985 — «The Singles ~ 1982—85» (Vinyl, Compilation, Clay Records)
- 1986 — «In The Beginning — The 1981 Singles» (12″ Vinyl, Compilation, Jungle Records)
- 1992 — «Resurrection» (CD, Compilation, Clay Records)
- 1993 — «The First Flower» (CD reissue, Jungle Records)
- 1993 — «Company of Justice» (CD reissue, Jungle Records)
- 2007 — «From The Promised Land» (CD reissue, Anagram Records / Cherry Red Records)
- 2023 — «The Collection» (12″ Vinyl, CD, Compilation, Jungle Records)[a][13]

### Подарочные виниловые издания
- 2015 — «The First Flower» (Double Vinyl, LP, Let Them Eat Vinyl)
- 2015 — «Company of Justice» (Vinyl, LP, Let Them Eat Vinyl)
- 2015 — «The Final Epitaph» (Live) (Vinyl, LP, Let Them Eat Vinyl)

### Композиции в прочих сборниках
- 1983 — «The Whip» (Vinyl, Compilation, Kamera Records)
- 1986 — «Just Say Yeah» (Vinyl, Compilation, Tanz Records)
- 1992 — «Gothic Rock 1» (Double Vinyl, CD, MC, Compilation, Jungle Records)
- 1995 — «Gothic Rock 2: 80's Into 90's» (Triple Vinyl, Double CD, Compilation, Jungle Records, Cleopatra Records)
- 1998 — «Gothic Rock 3: Black on Black» (Double CD, Compilation, Jungle Records, Cleopatra Records)

### Бутлеги
Неофициальные записи концертных выступлений Play Dead с 1983-го по 1985 год.

| - 06.05.1983 — Digbeth Civic Hall, Birmingham, UK - 07.05.1983 — Manchester Polytechnic, Manchester, UK - 12.05.1983 — The Warehouse Club, Leeds, UK - 13.05.1983 — Gala Ballroom, Norwich, UK - 12.07.1983 — Marquee Club, London, UK - 23.07.1983 — Durham University, Durham, UK - 28.07.1983 — Spring Street Theatre, Hull, UK - 30.07.1983 — Digbeth Civic Hall, Birmingham, UK - 13.10.1983 — The Klub Foot (Clarendon Hotel Ballroom), London, UK - 05.12.1983 — Psychic Dance Hall (Psychic Club) (Spectrum Studios), Leicester, UK - 07.01.1984 — Théâtre du Forum des Halles, Paris, France | - 07.10.1984 — Kolingsborg, Stockholm, Sweden - 09.10.1984 — Olympia, Norrköping, Sweden - 25.11.1984 — Lyceum Theatre, London, UK - 20.12.1984 — Planet X, Liverpool, UK - 15.02.1985 — Manchester University, Manchester, UK - 13.05.1985 — Unknown venue, Brussells, Belgium - 08.08.1985 — The Electric Ballroom, London, UK - 22.10.1985 — Rock City, Nottingham, UK - 23.10.1985 — Croydon Underground Club, London, UK - 18.12.1985 — Penthouse Club (The Dome, Tufnell Park), London, UK |

### Комментарии
1. ↑  3 марта 2023 года была выпущена первая официально одобренная компиляция песен из бэк-каталога Play Dead, содержащая подборку треков, выбранных и упорядоченных самими участниками группы.